# Acacia lysiphloia
Acacia lysiphloia — вид квіткових рослин з родини бобових. Ареал: Австралія (Північна територія, Квінсленд, Західна Австралія).

## Середовище
Росте в червоних пісках, суглинках, глинах і залізистих ґрунтах. Зустрічається на рівнинах або схилах пагорбів, часто вздовж струмків, у відкритих змішаних евкаліптових і акацієвих лісах, низьких чагарниках або луках зі спініфексами.

## Біоморфологічна характеристика
Це невелике дерево (1–4 метри). Дає жовті квітки з травня по вересень. Кора червоно-коричнева. Філодії мають косе розташування та лінійно-оберненояйцевидну форму, зазвичай від 1 до 5 сантиметрів у довжину та від 1,2 до 7 міліметрів у ширину. Квітки п'ятичленні з чашечкою 0,3–0,8 мм завдовжки. Стручки від плоских і прямих до сильно вигнутих і довжиною від 2 до 10 см містять червоно-коричневе насіння.

## Використання
Насіння цього виду їстівне.